# Máximo I de Constantinopla
Máximo, também conhecido como Máximo I ou Máximo, o Cínico, foi o intrusivo arcebispo de Constantinopla em 380 e um rival de Gregório de Nazianzo.

## Vida
Nascido em Alexandria numa família pobre, ele era filho de pais cristãos que tinham sofrido por conta de sua fé, ainda que não se saiba com certeza se nas mãos dos pagãos ou dos arianos. Máximo uniu a fé de um crente ortodoxo com a conduta e o garbo de um filósofo cínico. Ele era inicialmente tido em grande estima pelos principais teólogos do partido ortodoxo. Atanásio, numa carta escrita em aproximadamente 371, desfia uma série de elogios sobre uma obra escrita por ele em defesa da fé ortodoxa.
Em 374, durante o reinado do imperador romano Valente, numa perseguição aos cristãos conduzida por Lúcio de Alexandria, o ariano patriarca de Alexandria, Máximo foi flagelado e banido para um oásis por causa de seu zelo com a ortodoxia e a ajuda que ele ofereceu aos que sofreram pelo mesmo motivo. Ele obteve sua libertação após aproximadamente quatro anos, provavelmente por conta da morte de Valente. Algum tempo depois de sua libertação, ele apresentou ao imperador Graciano, em Mediolano (atual Milão), sua obra De Fide ("Sobre a Fé" - em grego:  Περὶ τῆς πίστεως), escrita contra os arianos.
Ele escreveu também sobre outros heréticos, embora não saibamos se na mesma obra ou em outra e combateu os pagãos. Aparentemente, assim que retornou de Mediolano, ele visitou Constantinopla, onde Gregório de Nazianzo havia acabado de ser apontado como patriarca, em 379. Gregório o recebeu com grandes honras e dedicou-lhe uma panegírico (Oração 25), na presença de Máximo e de toda a Igreja reunida, antes da celebração da Eucaristia. Ele o recebeu em sua mesa e o tratou com grande confiança e apreço. Ele estava, porém, muito chateado com ele.

## Disputa pelo Patriarcado de Constantinopla
Se os eventos posteriores foram apenas fruto da ambição de Máximo ou se Máximo era uma ferramenta nas mãos de outros, não se sabe. Tirando vantagem de uma doença de Gregório e com o apoio de alguns clérigos egípcios, enviados pelo patriarca de Alexandria Pedro II - e sob cuja direção afirmaram agir - Máximo foi ordenado durante a noite Patriarca de Constantinopla no lugar de Gregório, cuja eleição também não tinha sido perfeitamente cânonica. Os conspiradores escolheram a noite em que Gregório estava confinado pela doença, invadiram a catedral e começaram a consagração. Eles já tinham colocado Máximo no trono arcebispal e ele tinha apenas começado a cortar seus longos cachos quando o dia amanheceu. As notícias correram rapidamente e todos foram para a igreja. Os magistrados apareceram com seus oficiais, Máximo e seus consagradores foram expulsos da catedral e, sob o som de um flautista, a tonsura foi completada.
Este procedimento audaciosos provocou grande indignação entre o povo, pois Gregório era muito popular. Máximo se retirou para Tessalônica para apresentar seu caso frente ao imperador Teodósio II. Ele foi recebido friamente por ele, que delegou o assunto para Ascólio, o respeitadíssimo bispo de Tessalônica, solicitando que ele passasse a questão para o Papa Dâmaso II. Duas cartas do papa solicitaram cuidados especiais para um bispo católico possa ser ordenado. Máximo retornou para Alexandria e demandou que Pedro II deveria ajudá-lo a se restabelecer em Constantinopla. Pedro apelou então para o prefeito, por quem Máximo acabou sendo expulso para o Egito.
Como a morte de Pedro e ascensão de Timóteo I de Alexandria ocorreram no dia 14 de fevereiro de 380, estes eventos devem ter ocorrido em 379 dC. A renúncia de Gregório, que foi sucedido no patriarcado de Constantinopla por Nectário, não beneficiou Máximo. Quando o Primeiro Concílio de Constantinopla se reuniu em 381 dC, a reivindicação de Máximo da sé de Constantinopla foi unanimemente rejeitada, sendo que o último dos seus quatro cânones originais decretando "que ele não foi e nem é bispo, nem são também os que ele ordenou em qualquer nível clerical"
Máximo apelou então para as igrejas do oriente e do ocidente. No outono de 381 dC, um sínodo realizado ou em Aquileia ou em Mediolano sob a presidência de Ambrósio de Milão considerou o pedido de Máximo. Tendo apenas a defesa de Máximo para guiá-los, não havendo questionamento de que de que o bispado de Gregório não havia sido canônico enquanto a eleição de Nectário estava sujeita à graves críticas por ele ser um leigo não-batizado, e com Máximo também exibindo cartas de Pedro, o venerável falecido patriarca para confirmar sua comunhão com a Igreja de Alexandria, os bispos italianos se pronunciaram a favor de Máximo e recusaram-se a reconhecer Gregório e Nectário. Uma carta de Ambrósio e seu irmãos-prelados para Teodósio protestou contra os atos de Nectário como não sendo de um bispo de direito, dado que o trono de Constantinopla pertenceria à Máximo, cuja restauração eles demandaram, assim como um concílio geral dos bispos do ocidente e do oriente para resolver a disputa de Alexandria e de Antioquia, a ser realizado em Roma. Em 382 dC, um sínodo provincial realizado lá, tendo recebido informação mais acurada, finalmente acabou por rejeitar as alegações de Máximo.
As injúrias de Gregório de Nazianzo contra Máximo foram escritas após sua luta pelo patriarcado e contrastam extraordinariamente com os elogios de sua vigésima-quinta oração.

## Obras
A obra de Máximo, De Fide, tão elogiada por Jerônimo em sua De Viris Illustribus (cap. 127) não sobreviveu.